# Zam Zam Cola
Zam Zam Cola è una cola iraniana. I produttori di Zam Zam Cola non nascondono la loro ambizione di riuscire, al più presto, a fornire ai due milioni di pellegrini che si recano alla Mecca il loro prodotto. Il nome della bevanda evoca il pozzo dove Maometto si dissetò durante il primo pellegrinaggio alla Mecca. Viene prodotta in Iran ed è molto popolare nel Medio oriente, ove i consumatori apprezzano molto le bevande analcooliche. Zam Zam Cola infatti rappresenta un'alternativa alla Pepsi-Cola ed alla Coca-Cola, simboli del capitalismo statunitense. Viene venduta anche in Europa, soprattutto nelle zone ad alta concentrazione di immigrati magrebini.
Il nome del prodotto è un segno d'approvazione alla sacralità di Zamzam, nei pressi della città sacra della Mecca, dove la tradizione vuole che, grazie al Signore, Agar Trovò l'acqua per suo figlio Ismaele.